# Dekanat Francji południowo-zachodniej
Dekanat Francji południowo-zachodniej – jeden z 13 dekanatów Arcybiskupstwa Zachodnioeuropejskich Parafii Tradycji Rosyjskiej Patriarchatu Moskiewskiego. Stanowisko dziekana nie jest obsadzone.

## Parafie
W skład dekanatu wchodzą 3 parafie:
- Parafia Opieki Matki Bożej i św. Aleksandra Newskiego w Biarritz
- Parafia Ikony Matki Bożej „Szybko Spełniająca Prośby” w Montauban
- Parafia św. Mikołaja w Tuluzie